# Beneath the Remains
| 전문가 평가 | 전문가 평가 |
| 평가 점수   | 평가 점수   |
| 출처        | 점수        |
| ----------- | ----------- |
| AllMusic    | [ 3 ]       |
| Q           | [ 4 ]       |

《Beneath the Remains》는 1989년 4월 7일에 발매된 브라질의 헤비 메탈 밴드 세풀투라의 세 번째 스튜디오 음반이다. 이 음반은 로드러너 레코드에 의해 그들의 첫 번째 발매였다.
이전 《Schizophrenia》 (1987년)의 데스/스래시 메탈 정맥에서 계속된 이 음반은 밴드의 이전 작품들에 비해 프로듀싱과 작곡이 향상되었다. 이윽고 스래시 메탈 장르의 고전으로 호평을 받았다. 보컬리스트 막스 카발레라에 따르면 세풀투라는 이 음반에서 "정말로 그들의 스타일을 찾았다"고 한다. 2013년 1월, 《Beneath the Remains》는 《데시벨》의 명예의 전당에 헌액되어 세풀투라 음반 중 두 번째 음반이 되었고, 첫 번째 음반은 《Roots》였다. 이 도입은 세풀투라가 데시벨 명예의 전당에 그들의 음반 중 하나 이상이 수록된 첫 번째 밴드가 될 것이다.

## 커버 아트
이것은 마이클 윌란 커버 아트를 특징으로 하는 그들의 첫 번째 음반이었다. 이 음반에 사용된 커버 아트를 둘러싼 약간의 논란이 있었다. 세풀투라는 처음에 또 다른 마이클 윌란 커버 아트인 《Bloodcurdling Tales of Horror and the Macabre》를 사용할 계획이었다. 이고르 카발레라는 심지어 그의 팔에 그림의 일부를 문신으로 새기기까지 했다. 그러나 로드러너 레코드는 세풀투라에게 《Nightmare in Red》가 유해 아래에 더 적합하다고 생각하여 사용하도록 설득했다. 로드러너의 몬테 코너는 나중에 오비추어리에게 오리지널 커버 아트를 보냈고 그는 유해 아래 1년 후에 발매된 그들의 음반인 《Cause of Death》에 그것을 사용했다. 그 사건 이후 수년 동안 이고르 카발레라는 음반 커버를 준 것에 대해 몬테 코너에게 화가 났다.

## 곡 목록
모든 곡들은 특별한 언급이 없는 한 세풀투라에 의해 작사/작곡하였다.
| #  | 제목                    | 작사·작곡           | 재생 시간 |
| -- | ----------------------- | ------------------- | --------- |
| 1. | 〈Beneath the Remains〉 |                     | 5:11      |
| 2. | 〈Inner Self〉          |                     | 5:07      |
| 3. | 〈Stronger Than Hate〉  | 세풀투라, 켈리 셰퍼 | 5:50      |
| 4. | 〈Mass Hypnosis〉       |                     | 4:22      |
| 5. | 〈Sarcastic Existence〉 |                     | 4:43      |
| 6. | 〈Slaves of Pain〉      |                     | 4:00      |
| 7. | 〈Lobotomy〉            |                     | 4:55      |
| 8. | 〈Hungry〉              |                     | 4:28      |
| 9. | 〈Primitive Future〉    |                     | 3:08      |